# Darren Winter
Darren Winter (ur. 20 stycznia 1970) – australijski kolarz torowy, brązowy medalista mistrzostw świata.

## Kariera
Pierwszy sukces w karierze Darren Winter osiągnął w 1988 roku, kiedy razem z kolegami z reprezentacji zdobył brązowy medal w drużynowym wyścigu na dochodzenie podczas mistrzostw świata juniorów. Na rozgrywanych dwa lata później mistrzostwach świata w Maebashi wspólnie z Brettem Aitkenem, Stephenem McGlede i Markiem Kingslandem zdobył brązowy medal w tej samej konkurencji wśród seniorów. Ponadto na igrzyskach Wspólnoty Narodów w Auckland rozgrywanych w tym samym roku był drugi w drużynie, a rywalizację indywidualną ukończył na trzeciej pozycji. Winter nigdy jednak nie brał udziału w igrzyskach olimpijskich.